# SKP Nymburk
SKP Nymburk (Sportovní klub policie Nymburk) je nymburský sportovní klub, který zahrnuje atletiku, florbal, volejbal, střelbu, plavání a další odvětví.

## Úspěchy

### Atletika

#### Medailisté Mistrovství republiky

##### 1. místo
| 2018 | Hodboď Ondřej (2001)    | 2000 m př. | 6:02,06  | Praha-Juliska         | D    | ČR        |
| 2018 | Hodboď Ondřej (2001)    | 1500 m     | 4:06,28  | Ostrava-Vítkovice     | D    | ČR (hala) |
| 2017 | Hodboď Ondřej (2001)    | 2000 m př. | 6:20,59  | Jablonec nad Nisou    | D    | ČR        |
| 2016 | Hodboď Ondřej (2001)    | 1500 m př. | 4:41,94  | Jablonec nad Nisou    | st.Ž | ČR        |
| 2016 | Müller Vít (1996)       | 400 m př.  | 50,49    | Kladno                | U23  | ČR        |
| 2014 | Hodboď Lukáš (1996)     | 400 m      | 48,50    | Praha                 | J    | ČR (hala) |
| 2013 | Hodboď Lukáš (1996)     | 400 m      | 48,90    | Jablonec nad Nisou    | D    | ČR        |
| 2013 | Hodboď Lukáš (1996)     | 400 m      | 50,42    | Praha                 | D    | ČR (hala) |
| 2012 | Hodboď Lukáš (1996)     | 200 m      | 22,27    | Praha                 | D    | ČR        |
| 2012 | Hodboď Lukáš (1996)     | 400 m      | 48,45    | Praha                 | D    | ČR        |
| 2012 | Hodboď Lukáš (1996)     | 400 m      | 50,32    | Praha                 | D    | ČR (hala) |
| 2011 | Donát, Havel, Hodboď    | 3 x 300 m  | 1:54,07  | Nové Město nad Metují | st.Ž | ČR        |
| 2011 | Hodboď Lukáš (1996)     | 300 m      | 35,77    | Nové Město nad Metují | st.Ž | ČR        |
| 2011 | Hodboď Lukáš (1996)     | 150 m      | 16,81    | Nové Město nad Metují | st.Ž | ČR        |
| 2011 | Hodboď Lukáš (1996)     | 300 m      | 36,82    | Jablonec nad Nisou    | st.Ž | ČR (hala) |
| 2011 | Hodboď Lukáš (1996)     | 150 m      | 18,19    | Jablonec nad Nisou    | st.Ž | ČR (hala) |
| 2010 | Hodboď Lukáš (1996)     | 800 m      | 2:02,31  | Praha                 | st.Ž | ČR        |
| 2010 | Hodboď Lukáš (1996)     | 800 m      | 2:06,14  | Jablonec nad Nisou    | st.Ž | ČR (hala) |
| 1995 | Peřinová Žaneta (1980)  | 3 km chůze | 16:58,56 | Praha                 | st.Ž | ČR        |
| 1984 | Horváth Tomáš (1970)    | koule      | 15,35    | Praha                 | st.Ž | ČSR       |
| 1984 | Horváth Tomáš (1970)    | disk       | 49,00    | Praha                 | st.Ž | ČSR       |
| 1982 | Najbrtová Blanka (1964) | dálka      | 587      | Praha                 | st.D | ČSSR      |
| 1982 | Najbrtová Blanka (1964) | sedmiboj   | 4863 b.  | České Budějovice      | st.D | ČSR       |
| 1982 | Najbrtová Blanka (1964) | dálka      | 585      | Gottwaldov            | st.D | ČSR       |
| 1981 | Rulcová Vlasta (1944)   | maratón    | 3:02:29  | Děčín                 | Ž    | ČSR       |
| 1981 | Najbrtová Blanka (1964) | sedmiboj   | 4749 b.  | Olomouc               | st.D | ČSR       |
| 1979 | Čejka Jan (1964)        | dálka      | 632      | Gottwaldov            | ml.D | ČSSR      |
| 1978 | Čejka Jan (1964)        | šestiboj   | 378 b.   | Vlašim                | st.Ž | ČSSR      |
| 1950 | Školný Zdeněk (1934)    | 1000 m     | 2:45,4   | Pardubice             | ml.D | ČSSR      |

Zdroj: 

##### 2. místo
| 2016 | Müller Vít (1996)            | 400 m př.   | 51,04      | Tábor                 | M    | ČR        |
| 2016 | Hodboď Ondřej (2001)         | 3000 m      | 9:45,91    | Praha                 | st.Ž | ČR (hala) |
| 2013 | Hodboď Lukáš (1996)          | 200 m       | 22,68      | Praha                 | D    | ČR (hala) |
| 2012 | Šindelář Jan (1993)          | 400 m       | 49,42      | Praha                 | J    | ČR        |
| 2011 | Müller, Havel, Donát, Hodboď | 4 x 60 m    | 28,06      | Nové Město nad Metují | st.Ž | ČR        |
| 2009 | Hodboď Lukáš (1996)          | pětiboj     | 2380 b.    | Jablonec nad Nisou    | ml.Ž | ČR        |
| 1999 | Kozáková Denisa (1979        | 24 hod. běh | 144,509 km | Praha                 | Ž    | ČR        |
| 1998 | Peřinová Žaneta (1980)       | 5 km chůze  | 28:37,84   | Ostrava               | J    | ČR        |
| 1996 | Peřinová Žaneta (1980)       | 5 km chůze  | 27:28,86   | Ostrava               | D    | ČR        |
| 1994 | Peřinová Žaneta (1980)       | 3 km chůze  | 17:43,5    | Ostrava               | st.Ž | ČR        |
| 1992 | Kuchařová Šárka (1977)       | oštěp       | 35,48      | Ostrava               | st.Ž | ČSR       |
| 1983 | Najbrtová Blanka (1964)      | sedmiboj    | 5049 b.    | Praha                 | Ž    | ČSR       |
| 1978 | Čejka Jan (1964)             | dálka       | 609cm      | Ostrava               | st.Ž | ČSR       |
| 1974 | Šifferová Hana (1960)        | 150 m       | 19,2       | Praha                 | st.Ž | ČSR       |
| 1974 | Šifferová Hana (1960)        | 60 m        | 7,7        | Praha                 | st.Ž | ČSR       |

##### 3. místo
| 2018 | Hodboď Ondřej (2001)           | 3000 m     | 8:43,02  | Praha-Juliska         | D     | ČR        |
| 2017 | Müller Vít (1996)              | 400 m      | 48,62    | Praha-Stromovka       | M     | ČR (hala) |
| 2013 | Müller Vít (1996)              | 300 m př.  | 39,48    | Jablonec nad Nisou    | D     | ČR        |
| 2013 | Novotný, Müller, Havel, Hodboď | 4 × 100 m  | 44.12    | Jablonec nad Nisou    | D     | ČR        |
| 2013 | Novotný, Müller, Havel, Hodboď | 4 × 200 m  | 1:34,32  | Praha                 | D     | ČR (hala) |
| 2011 | Havel Mikuláš (1996)           | výška      | 1,85     | Nové Město nad Metují | st.Ž  | ČR        |
| 2011 | Havel Mikuláš (1996)           | devítiboj  | 4938 b.  | Praha                 | st.Ž  | ČR        |
| 2011 | Hodboď Lukáš (1996)            | 60 m       | 7,39     | Jablonec nad Nisou    | st.Ž  | ČR (hala) |
| 1998 | Kozáková Denisa (1979)         | 5 km chůze | 29:32,72 | Ostrava               | J     | ČR        |
| 1998 | Peřinová Žaneta (1980)         | 3 km chůze | 15:31,91 | Praha                 | st.D. | ČR        |
| 1996 | Másilko Aleš (1955)            | půlmaratón | 1:11:17  | Domažlice             | V     | ČR        |
| 1983 | Najbrtová Blanka (1964)        | sedmiboj   | 5117 b.  | Praha                 | Ž     | ČSSR      |
| 1981 | Burian Tomáš (1967)            | disk       | 41,28    | Ostrava               | st.Ž  | ČSR       |
| 1981 | Najbrtová Blanka (1964)        | dálka      | 545      | Brno                  | st.D. | ČSR       |
| 1979 | Čejka Jan (1964)               | dálka      | 631      | Plzeň                 | ml.D  | ČSR       |
| 1979 | Čejka Jan (1964)               | disk       | 37,56    | Plzeň                 | ml.D  | ČSR       |
| 1978 | Najbrtová Blanka (1964)        | dálka      | 516      | Vlašim                | st.Ž  | ČSSR      |
| 1978 | Najbrtová Blanka (1964)        | čtyřboj    | 288 b.   | Vlašim                | st.Ž  | ČSSR      |
| 1978 | Najbrtová Blanka (1964)        | čtyřboj    | 292 b.   | Poruba                | st.Ž  | ČSR       |
| 1976 | Kuklová Eva (1958)             | 100 m      | 12,3     | Plzeň                 | st.D  | ČSR       |
| 1973 | Šifferová Hana (1960)          | 60 m       | 8,0      | Praha                 | st.Ž  | ČSR       |
| 1973 | Klepač Josef (1955)            | kladivo    | 50,14    | Znojmo                | st.D  | ČSR       |

## Florbal
Do klubu patřil i florbalový oddíl.
Tým mužů v sezónách 2001/2002 až 2006/2007 hrál druhou nejvyšší soutěž mužů. Po sezóně 2014/2015 florbalový oddíl přešel pod Florbalovou akademii MB.
Mezi další úspěchy mužského týmu patří zlato, které muži přivezli na konci června 2009 z nizozemského turnaje v Groningenu, kde se prosadili mezi dalšími 15 týmy z osmi zemí. Nymburk zaznamenal několik nerozhodných zápasů, ve kterých vždy postupoval na nájezdy. Finále přineslo bitvu se švédským favoritem. V polovině zápasu vedl středočeský tým 1:0. Nymburk ve třetí třetině zvýšil svůj náskok, avšak švédský tým se poté dostal do vedení. Dvě minuty před koncem se ovšem podařilo vyrovnat na 3:3, následovaly potřetí penalty. Po polovině čtvrté série stále prohrával 1:2, poté nymburští střelci uspěli a švédský exekutor nájezd nedal, takže se stali šampióny Groningen Floorball Open pro rok 2009.
Po sezóně 2008/2009 došlo ke sloučení týmu SKP s jeho městským rivalem TJ Sportovec Nymburk. Až do této sezóny měl Nymburk dva různé florbalové kluby. Co se týče nymburských žen, SKP reprezentovaly juniorky, zatímco Sportovec hrál ženskou ligu. Sportovec měl sice o trochu širší základnu, ale bojoval spíše v druhé polovině tabulky. Juniorky z SKP na tom nebyly o mnoho lépe a některé jejich hráčky už z juniorského věku vyrostly, což ještě snížilo počet hráček pro další sezónu. V té následující tedy ženy spojily své síly ve stejné soutěži a že to bylo rozhodnutí moudré se ukázalo již v srpnu 2009 na mezinárodním turnaji Czech Open, kde reprezentantky Nymburka bez ztráty bodu vyhrály základní skupinu a byly zastaveny až ve vyřazovacích bojích.

### Sezóny mužů
| Sezóna                                                                                          | Úroveň | Soutěž  | Umístění | Poznámka                                                                        |
| ----------------------------------------------------------------------------------------------- | ------ | ------- | -------- | ------------------------------------------------------------------------------- |
| 2000/2001                                                                                       | 3      | 3. liga |          | Postup do vyšší ligy                                                            |
| 2001/2002                                                                                       | 2      | 2. liga | 4.       | Hrála se jen základní část                                                      |
| 2002/2003                                                                                       | 2      | 2. liga | 10.      | Tým skončil na sestupovém místě, ale nesestoupil                                |
| 2003/2004                                                                                       | 2      | 2. liga | 7.       | [ 4 ]                                                                           |
| 2004/2005                                                                                       | 2      | 2. liga | 7.       | [ 5 ] [ 6 ]                                                                     |
| 2005/2006                                                                                       | 2      | 2. liga | 7.       | Vypadnutí ve čtvrtfinále play-off proti FBŠ Asics Jihlava                       |
| 2006/2007                                                                                       | 2      | 1. liga | 11.      | Prohra v 1. kole play-down proti ASK Orka Stará Boleslav – Sestup do nižší ligy |
| Od sezóny 2007/2008 až do sloučení s oddílem Florbalová akademie MB hrál tým regionální soutěže |        |         |          |                                                                                 |

### Známí trenéři
- Jaroslav Marks